# Gammaropsis spinosa
Gammaropsis spinosa är en kräftdjursart som först beskrevs av Robert Alan Shoemaker 1942.  Gammaropsis spinosa ingår i släktet Gammaropsis och familjen Isaeidae. Inga underarter finns listade i Catalogue of Life.